# Bactericera modesta
Bactericera modesta är en insektsart som först beskrevs av W. Foerster 1848.  Bactericera modesta ingår i släktet Bactericera och familjen spetsbladloppor. Inga underarter finns listade i Catalogue of Life.